# فهرست قنات‌های شهرستان نجف‌آباد
جدول زیر بر اساس آمار وزارت جهاد کشاورزیتهیه شده‌است. فهرست زیر قنات‌های شهرستان نجف‌آباد در استان اصفهان را نشان می‌دهد.
| نام قنات   | موقعیت                          | نزدیک‌ترین روستا | طول قنات (متر) | تعداد میله چاه | عمق مادر چاه | دبی (لیتر بر ثانیه) | سطح زیر کشت (هکتار) |
| ---------- | ------------------------------- | --------------- | -------------- | -------------- | ------------ | ------------------- | ------------------- |
| احمدآباد   | بخش مهردشت شهرستان نجف‌آباد      | دهق             | ۱۰۵۰           | ۲۹             | ۱۹           | ۲۵                  | ۶۰                  |
| بابا پیر   | بخش مهردشت شهرستان نجف‌آباد      | گلدره           | ۴۰۰            | ۱۴             | ۱۰           | ۲۰                  | ۱۸                  |
| بالا جوب   | بخش مهردشت شهرستان نجف‌آباد      | بحلویجه         | ۴۰۰۰           | ۱۰۰۰           | ۱۹           | ۸۰                  | ۳۰۰                 |
| برجی       | بخش مهردشت شهرستان نجف‌آباد      | گلدره           | ۳۰۰            | ۱۰             | ۱۵           | ۱۵                  | ۲۰                  |
| بلند آب    | بخش مهردشت شهرستان نجف‌آباد      | گلدره           | ۳۰۰            | ۱۰             | ۸            | ۱۸                  | ۲۵                  |
| بنجه       | بخش مهردشت شهرستان نجف‌آباد      | گلدره           | ۱۵۰۰           | ۲۰             | ۸            | ۱۵                  | ۲۰                  |
| جلی‌آباد    | بخش مهردشت شهرستان نجف‌آباد      | دهق             | ۳۰۰            | ۱۲             | ۸            | ۲۵                  | ۲۵                  |
| جنت‌آباد    | بخش مهردشت شهرستان نجف‌آباد      | جنت‌آباد         | ۱۲۰۰           | ۳۰             | ۱۵           | ۲۵                  | ۳۵                  |
| حسین‌آباد   | بخش مهردشت شهرستان نجف‌آباد      | حسین‌آباد        | ۵۰۰۰           | ۱۰۰            | ۸۰           | ۷۵                  | ۰                   |
| حلوم       | بخش مهردشت شهرستان نجف‌آباد      | گلدره           | ۲۵۰            | ۹              | ۱۰           | ۷                   | ۸                   |
| خونداب     | بخش مهردشت شهرستان نجف‌آباد      | خونداب          | ۵۰۰۰           | ۲۰۰            | ۲۰           | ۸۰                  | ۴۰۰                 |
| خیرآباد    | بخش مهردشت شهرستان نجف‌آباد      | خیرآباد         | ۱۰۰۰           | ۳۵             | ۲۵           | ۷۰                  | ۱۳۰                 |
| دره شور    | بخش مهردشت شهرستان نجف‌آباد      | گلدره           | ۲۵۰            | ۱۲             | ۸            | ۱۰                  | ۱۵                  |
| سفید نهال  | بخش مهردشت شهرستان نجف‌آباد      | خیرآباد         | ۲۵۰۰           | ۴۷             | ۶۵           | ۳۰                  | ۴۵                  |
| سلطانعلی   | بخش مهردشت شهرستان نجف‌آباد      | گلدره           | ۴۰۰            | ۲۲             | ۲۲           | ۲۵                  | ۳۰                  |
| شنی        | بخش مهردشت شهرستان نجف‌آباد      | گلدره           | ۱۴۰            | ۶              | ۸            | ۵                   | ۴                   |
| علیا       | بخش مهردشت شهرستان نجف‌آباد      | دهق             | ۴۲۰۰           | ۲۵             | ۱۲۰          | ۹۰                  | ۱۲۰                 |
| علیای جدید | بخش مهردشت شهرستان نجف‌آباد      | دهق             | ۳۰۰۰           | ۵۰             | ۲۲           | ۰                   | ۲۰۰                 |
| علی‌آباد    | بخش مهردشت شهرستان نجف‌آباد      | علی‌آباد         | ۳۰۰۰           | ۱۵             | ۲۲           | ۷۰                  | ۸۰                  |
| قاسم‌آباد   | بخش مهردشت شهرستان نجف‌آباد      | هینجه           | ۵۰۰            | ۲۵             | ۱۰           | ۳۵                  | ۸۰                  |
| نامعلوم    | بخشی نامعلوم در شهرستان نجف‌آباد | نامعلوم         | ۰              | ۰              | ۰            | ۰                   | ۰                   |
| نظام‌آباد   | بخش مهردشت شهرستان نجف‌آباد      | خونداب          | ۴۰۰۰           | ۱۱۰            | ۱۲           | ۲۵                  | ۴۰                  |
| هینجه      | بخش مهردشت شهرستان نجف‌آباد      | هینجه           | ۲۵۰۰           | ۶۲             | ۲۰           | ۷۵                  | ۸۰                  |
| پائین      | بخش مهردشت شهرستان نجف‌آباد      | گلدره           | ۷۰۰            | ۲۵             | ۱۰           | ۲۰                  | ۲۰                  |
| پائین جوب  | بخش مهردشت شهرستان نجف‌آباد      | بحلویجه         | ۳۰۰۰           | ۲۰             | ۷۰           | ۶۰                  | ۲۰۰                 |
| کهریز نو   | بخش مهردشت شهرستان نجف‌آباد      | خیرآباد         | ۳۰۰            | ۱۵             | ۱۴           | ۲۰                  | ۲۵                  |
| کهریز نو   | بخش مهردشت شهرستان نجف‌آباد      | بحلویجه         | ۸۰۰۰           | ۱۸             | ۲۲           | ۶۵                  | ۲۰۰                 |
| کوه لطف    | بخش مهردشت شهرستان نجف‌آباد      | کوه لطف         | ۲۵۰۰           | ۷۹             | ۱۸           | ۳۵                  | ۴۰                  |
| گزستان     | بخش مهردشت شهرستان نجف‌آباد      | دهق             | ۸۰۰            | ۱۰             | ۲۰           | ۳۰                  | ۳۵                  |